# 1855
1855 је била проста година.

## Догађаји

### Фебруар
- 12. фебруар — Основан је Државни универзитет Мичигена.

### Март
- 2. март — Александар II је постао цар Русије.

### Септембар
- 9. септембар — Окончана је опсада Севастопоља када се руска војска повукла из града.

## Рођења

### Март
- 13. март — Персивал Лоуел, амерички астроном

### Јул
- 7. јул — Живојин Мишић, српски војвода. († 1921)

### Август
- 1. новембар — Гвидо Адлер, аустријски музиколог († 1941)

## Смрти

### Фебруар
- 23. фебруар — Карл Фридрих Гаус, немачки математичар, астроном и физичар.

### Март
- 1. март — Димитрије Аврамовић, српски књижевник и сликар. (* 1815)
- 2. март — Николај I Романов, руски цар